# Рёслер, Филипп
Филипп Рёслер (нем. Philipp Rösler; род. 24 февраля 1973, деревня Шокчанг (Sóc Trăng), Республика Южный Вьетнам) — германский политик вьетнамского происхождения. Вьетнамское имя неизвестно. С 12 мая 2011 года по 17 декабря 2013 года занимал пост федерального министра экономики и технологий, с 13 мая 2011 по 7 декабря 2013 года — федеральный председатель СвДП, с 16 мая 2011 года по 17 декабря 2013 года — вице-канцлер Германии. С 20 февраля 2014 года является управляющим директором и членом правления Всемирного экономического форума в Колоньи, Швейцария.

## Биография
Родился в республике Южный Вьетнам. Вьетнамское имя и родители неизвестны. В девятимесячном возрасте в приюте был усыновлён немецкой супружеской парой и вывезен в Германию. Детские и школьные годы провёл в Гамбурге, Бюккебурге и Ганновере, затем поступил на военную службу и обучался специальности военного врача. Продолжил обучение в Ганноверском медицинском университете и в 2002 году получил степень доктора медицины.
С 1992 года состоял в молодёжной, а затем и во взрослой организации Свободной демократической партии. В 2003—2009 годах возглавлял депутатскую группу СвДП в парламенте земли Нижняя Саксония. В 2006 году был избран, а затем в 2008 году переизбран руководителем земельного отделения партии, оба раза с результатами выбора, близкими к стопроцентным.
С февраля по октябрь 2009 года — вице-премьер и министр экономики, труда и транспорта в земельном правительстве Нижней Саксонии. В 2009—2011 годах — федеральный министр здравоохранения.